# Antonín Dvořák
Antonín Leopold Dvořák ([ˈdvɔr̝ɑːk], körülbelüli kiejtése: 'dvorzsák'), (Nelahozeves, 1841. szeptember 8. – Prága, 1904. május 1.) a legnagyobb cseh klasszikus zeneszerzők egyike.

## Életpályája

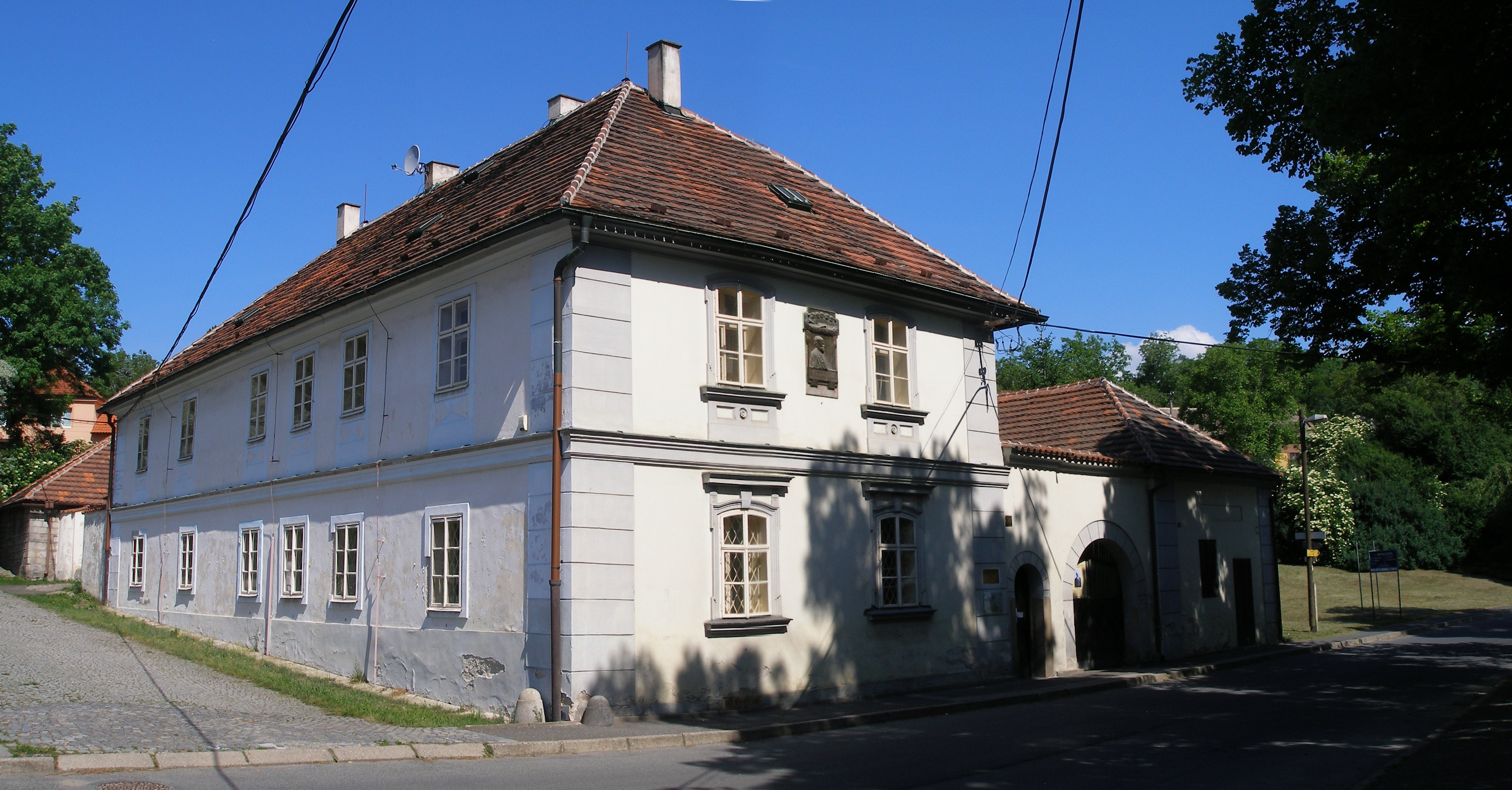
Szülőháza

Dvořák egy Prága melletti településen, Nelahozevesben – a Monarchiában Mühlhausen – született, ahol élete legnagyobb részét töltötte. Tizenegy évesen otthagyta az iskolát, hentestanulónak állt, de később németet tanult Zlonicéban. Zenei érdeklődése azonban egyre inkább előtérbe került, orgona- és zongoraórákat vett. 1857-ben Prágában tanult egy egyházi orgonaiskolában, de hamar elsajátította a hegedülés tudományát is. Koncertekre járt, különösen Wagner és Schumann művei érdekelték. Az 1860-as években a Bohémiai Ideiglenes Színház (a Prágai Nemzeti Színház elődje) zenekarában volt brácsás, Bedřich Smetana vezénylése alatt. Anyagi gondok miatt tanításra adta fejét, ami szinte minden szabadidejét felemésztette, ezért 1871-ben zenekari pályafutását befejezte és csak komponált. Szerelmes lett egyik tanítványába, aki azonban visszautasította. Bánatát a Ciprusok című dalciklusában fejezte ki. Rövid idő múlva korábbi szerelmének húgát, Anna Cermakovát vette feleségül.

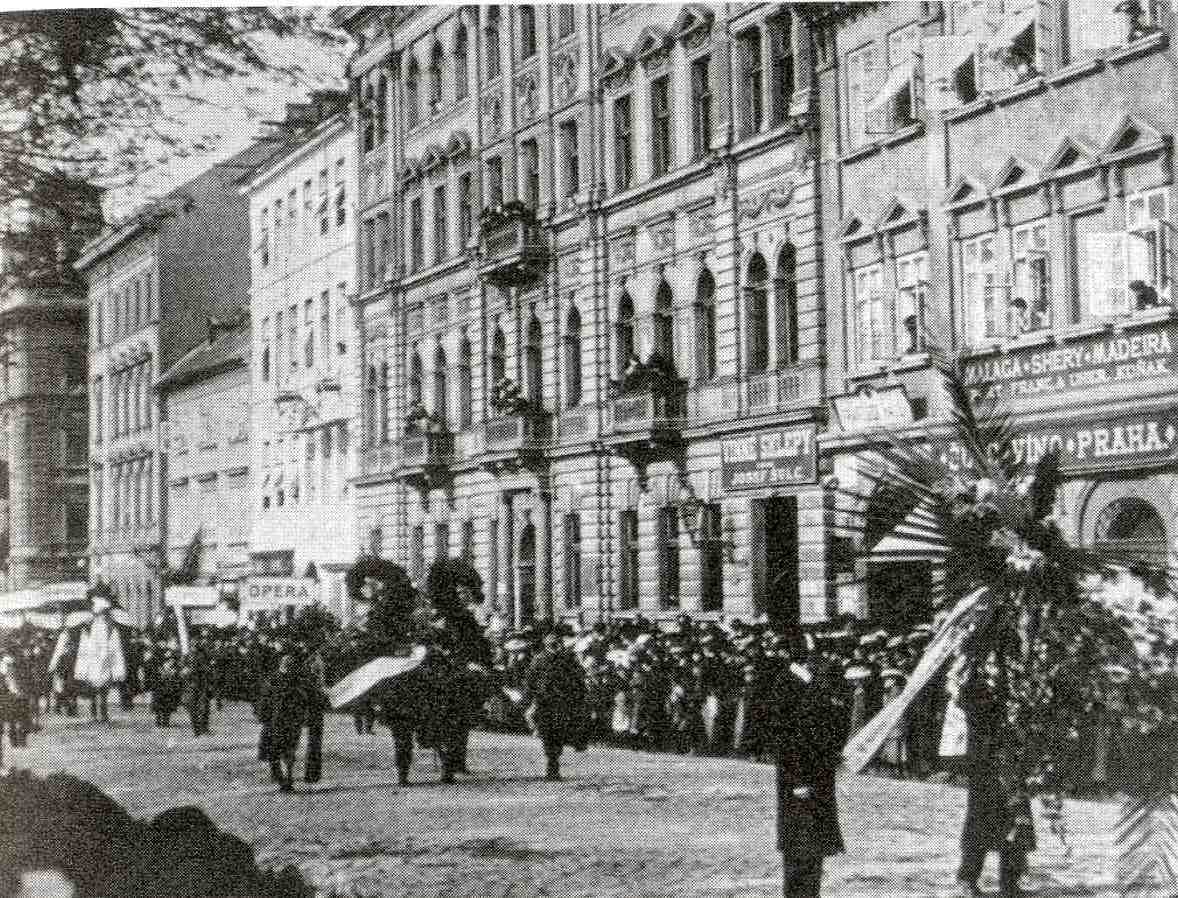
Temetése 1904. május 5-én országos jelentőségű volt

Fáradhatatlanul komponált, 1874-ben 15 művet (többek között a 3. szimfóniát) nyújtott be az osztrák állami ösztöndíj pályázatára. Nyert, ami a készpénzen kívül az egyik zsűritag, Brahms bátorító támogatásával, később barátságával is járt. Dvořák ezután sorra mutatta be műveit, 1878-tól már a saját vezényletével. Sikert sikerre halmozott, zenéjét elismeréssel fogadták Európában, sőt a Szláv táncokat Amerikában is. 1890-ben kinevezték a prágai konzervatórium kompozíciótanárává, majd egy évvel később elfogadta a New York-i Nemzeti Zenei Konzervatórium igazgatói állását. Három évig maradt Amerikában, ahol élénken érdeklődött a helyi indián népdalok és a spirituálék iránt. Ezek is hatottak az itt írt 9. szimfóniájára (Az Újvilágból) és az Amerikai vonósnégyesre. 1895-ben írta remek Gordonkaversenyét, majd anyagi gondok közepette visszatért Prágába. Itt ismét elfoglalta konzervatóriumi állását, 1901-ben igazgatóvá nevezték ki. Ekkor írta szimfonikus költeményeit. Három év múlva, 62 éves korában hunyt el szívelégtelenségben.

## Művei

### Szimfóniák
- 1. c-moll, „Zvonicei harangok” 1865
- 2. B-dúr, 1865
- 3. Esz-dúr, 1873
- 4. d-moll, 1874
- 5. F-dúr, op. 76, 1875
- 6. D-dúr, op. 60, 1880
- 7. d-moll, „Londoni”, op. 70, 1885
- 8. G-dúr, op. 88, 1889
- 9. e-moll, „Az új világból”, op. 95, 1893

### Szimfonikus költemények
- A vízimanó, op. 107, 1896
- A déli boszorkány, op. 108, 1896
- Az aranyrokka, op. 109, 1896
- A vadgalamb, op. 110, 1896
- Hősi ének, op. 111, 1897

### Versenyművek
- A-dúr gordonkaverseny, B. 10, 1865.
- Románc, op. 11, 1875.
- g-moll zongoraverseny, op. 33, 1876
- Mazurek, hegedűverseny, op. 49, 1879
- a-moll hegedűverseny, op. 53, 1879-1880
- h-moll gordonkaverseny, op. 104, 1895

### Operák
- Alfred, 1870
- Király és szénégető, op. 12, 1871, átdolgozva 1874 ill. 1887
- A keményfejűek, op. 17, 1874
- Vanda, op. 25, 1875
- A ravasz paraszt, op. 37, 1877
- Mátyás király balladája, 1881 (a Király és szénégető 2. változata – op. 14 – alapján)
- Dimitrij, op. 64, 1881-1882, átdolgozva 1894-1895 – az opera cselekménye Muszorgszkij Borisz Godunovjának „folytatása”.
- A jakobinus, op. 84, 1888, átdolgozva 1897
- Az ördög és Kata, op. 112, 1898-1899
- Ruszalka, op. 114, 1900
- Szent Ludmila, op. 71, 1901 (az azonos című oratórium alapján)
- Armida, op. 115, 1902-1903

### Egyéb zenekari művek
- 3 szláv rapszódia, op. 45, 1878
- Szláv táncok I., op. 46, 1878
- Szláv táncok II., op. 72, 1887
- Hazám – nyitány, op. 62, 1882
- Husziták – nyitány, op. 67, 1883
- A természetben – nyitány, op. 91, 1891
- Karnevál – nyitány, op. 92, 1891
- Othello – nyitány, op. 93, 1892
- Amerikai szvit, op. 98b, B. 190, 1895
- E-dúr szerenád vonószenekarra, op. 22, 1875
- Szimfonikus variációk, op. 78, 1877
- d-moll szerenád fúvósokra és mélyvonósokra, op. 44, 1878
- Cseh szvit, op. 39, 1879
- Tíz legenda, op. 59, 1881
- Scherzo capriccioso, op. 66, 1883

### Kamarazene
- a-moll vonósötös, op. 1, 1861
- f-moll vonósnégyes, 1873
- a-moll vonósnégyes, op. 16, 1874
- B-dúr zongoratrió, op. 21, 1875
- D-dúr zongoranégyes, op. 23, 1875
- g-moll zongoratrió, op. 26, 1876
- E-dúr vonósnégyes, op. 80, 1876
- d-moll vonósnégyes, op. 34, 1877
- A-dúr vonóshatos, op. 48, 1878
- Esz-dúr vonósnégyes, op. 51, 1879
- C-dúr vonósnégyes, op. 61, 1881
- f-moll zongoratrió, op. 65, 1883
- C-dúr terzetto, op. 74, 1887
- A-dúr zongoraötös, op. 81, 1888
- Esz-dúr zongoranégyes, op. 87, 1889
- Dumky-trió, op. 90, 1891
- F-dúr („Amerikai”) vonósnégyes, op. 96, 1893
- Esz-dúr vonósötös, op. 97, 1893
- Asz-dúr vonósnégyes, op. 105, 1895
- G-dúr vonósnégyes, op. 106, 1895

### Oratóriumok
- Stabat Mater, 1877
- 149. zsoltár, 1879, 1887
- A kísértetmenyasszony, 1884
- Szent Ludmilla, 1886
- D-dúr mise, 1887, 1892
- Requiem, 1890
- Az amerikai zászló, 1892
- Te Deum, 1892
- Ünnepi dal, 1900

### Kórusművek
- Három szlovák népdal, op. 43, 1877
- Négy sorozat a cappella kórus, op. 29, 1876, 1877, op. 27, 1878, op. 63, 1882

### Szóló művek
- Négy darab hegedűre
- Három darab gordonkára
- 17 zongoradarab

### Dalok
- 71 dal

## Hangfelvételek
- 1. szimfónia,  – Youtube.com, Közzététel: 2012. jún. 5.
- 2. szimfónia,  – Youtube.com, Közzététel: 2013. febr. 24.
- 3. szimfónia,  – Youtube.com, Közzététel: 2013. febr. 24.
- 4. szimfónia,  – Youtube.com, Közzététel: 2017. nov. 24.
- 5. szimfónia,  – Youtube.com, Közzététel: 2012. jún. 5.
- 6. szimfónia,  – Youtube.com, Közzététel: 2015. jan. 25.
- 7. szimfónia,  – Youtube.com, Közzététel: 2013. ápr. 22.
- 8. szimfónia,  – Youtube.com, Közzététel: 2015. ápr. 11.
- 9. (Új világ) szimfónia – Youtube.com, Közzététel: 2015. szept. 5.